# Lesupu (Ort)
Lesupu ist ein osttimoresischer Ort im Suco Purugua (Verwaltungsamt Cailaco, Gemeinde Bobonaro). Er liegt im Südwesten der Aldeia Lesupu, an der Überlandstraße von Maliana nach Hatolia Vila, auf einer Meereshöhe von 67 m. Nördlich befindet sich das Dorf Purugua, südlich im Suco Atudara das Dorf Banedole. Im Westen fließt der Nunura.
In Lesupu steht ein Hospital.